# Landeszentrale für politische Bildung Mecklenburg-Vorpommern

Logo der LpB MV

Die Landeszentrale für politische Bildung Mecklenburg-Vorpommern (LpB MV) in Schwerin, Jägerweg 2, ist eine überparteiliche staatliche Einrichtung für die politische Bildung in Mecklenburg-Vorpommern im Geschäftsbereich des Ministeriums für Wissenschaft, Kultur, Bundes- und Europaangelegenheiten Mecklenburg-Vorpommern.

## Geschichte und Organisation
Die LpB MV wurde 1991 gegründet, bis 2007 war sie der Staatskanzlei des Landes Mecklenburg-Vorpommern zugeordnet, von 2007 bis 2021 dem Ministerium für Bildung, Wissenschaft und Kultur Mecklenburg-Vorpommern. Seit 2021 gehört sie zum Geschäftsbereich des Ministeriums für Wissenschaft, Kultur, Bundes- und Europaangelegenheiten Mecklenburg-Vorpommern. Die LpB MV ist eine nicht rechtsfähige Anstalt des Landes Mecklenburg-Vorpommern. Sie wird derzeit durch die Gemeinsame Verwaltungsvorschrift des Ministerpräsidenten und des Ministers für Bildung, Wissenschaft und Kultur vom 12. April 2007 konstituiert und geleitet durch eine Direktorin oder einen Direktor (1991–1992 Udo Margedant, 1993–1998 Christa Drews-von Steinsdorff, 1999–2007 Regine Marquardt, seit 2007 Jochen Schmidt).

### Eigenständigkeit
Die LpB MV ist wie die anderen Landeszentralen für politische Bildung selbständig und der Bundeszentrale für politische Bildung (bpb) organisatorisch nicht nachgeordnet. Sie pflegt ein eigenständiges Profil, mit dem sie das Angebot der Bundeszentrale landesspezifisch ergänzt.

### Kuratorium
Das Kuratorium gewährleistet die parteipolitische Ausgewogenheit bei der Erfüllung der Aufgaben der LpB MV und beschließt die inhaltlichen Schwerpunkte der politischen Bildungsarbeit in Mecklenburg-Vorpommern, gibt Anregungen und nimmt Stellung zu Berichten und Planungen. Ihm gehören derzeit zwölf Personen des wissenschaftlichen und öffentlichen Lebens an, die der politischen Bildung nahestehen.
Das derzeitige Kuratorium hat am 16. Mai 2022 seine Arbeit aufgenommen. Vorsitzender ist der Landeskirchliche Beauftragte der Nordkirche für Mecklenburg-Vorpommern, Markus Wiechert, die Schweriner Landtagsabgeordnete Mandy Pfeifer (SPD) ist stellvertretende Vorsitzende.

## Aufgaben und Projekte

### Dokumentationszentrum des Landes für die Opfer der Diktaturen in Deutschland
Die LpB MV ist Träger des 2001 am Schweriner Demmlerplatz eröffneten Dokumentationszentrums des Landes für die Opfer der Diktaturen in Deutschland. Das Dokumentationszentrum vermittelt durch eine dreiteilige Dauerausstellung und ein breites pädagogisches Angebot die wechselvolle, zum Teil bestürzende Vergangenheit des Gebäudes seit 1916 und stellt dabei vor allem den politischen Missbrauch des Rechts und der Strafjustiz durch staatliche Institutionen dar.
Neben thematischen Führungen und Studientagen sowie Zeitzeugengesprächen wird im Rahmen der Lehrerfortbildung nach einer ganzheitlichen Methode Lehrerinnen und Lehrern das Rüstzeug zur Bewältigung des schwierigen Themas „Auseinandersetzung mit den Diktaturen in Deutschland“ zur Verfügung gestellt. Ziel ist, über die Lehrer Jugendliche, die im Prozess der Entwicklung ihrer eigenen Identität und Persönlichkeit stehen, zu stärken und zu motivieren, sich für Zivilcourage und Toleranz zu engagieren.

### Dokumentations- und Gedenkstätte in der ehemaligen Stasi-Untersuchungshaftanstalt Rostock
Seit Mai 2021 trägt die LpB MV die Dokumentations- und Gedenkstätte in der ehemaligen Stasi-Untersuchungshaftanstalt in Rostock.

### Demokratie auf Achse
Seit Mai 2008 ist der politische Bildungsbus „Demokratie auf Achse“ in Mecklenburg-Vorpommern unterwegs. Er ist das mobile Angebot der LpB MV und der Landesbeauftragten für die Stasi-Unterlagen MV im ländlichen Raum. Zielgruppen sind vor allem Schülerinnen und Schüler sowie die allgemeine Öffentlichkeit.

Die „rollende Außenstelle“ der LpB MV stellt umfangreiche Bildungs- und Beratungsangebote sowie ein vielfältiges Material- und Publikationssortiment zur Verfügung. An den Vormittagen besuchen der Bus und das Team Schulen und veranstalten dort Projektstunden zu den Themen „Demokratie und Politik“ und „DDR-Geschichte“. Für alle anderen Bürger besteht nachmittags auf Marktplätzen die Möglichkeit, mit den Mitarbeitern über Politik und Geschichte ins Gespräch zu kommen, sich über das Beratungsangebot der Landesbeauftragten für die Stasi-Unterlagen MV zu informieren oder einen Antrag auf Stasi-Akteneinsicht zu stellen.

### DemokratieLaden Anklam

Logo Demokratie Anklam

Der DemokratieLaden Anklam soll interessierten und engagierten Bürgern der Region Vorpommern als Anlaufstelle für die Entwicklung von Ideen und Projekten zur demokratischen Mitgestaltung dienen. Darüber hinaus ermöglicht er interessierten Vereinen, Institutionen und Bürgern die Vernetzung mit Akteuren und potentiellen Partnern für gemeinsame Projektarbeit.
Gleichzeitig will die LpB MV in Kooperation mit dem seit 2008 in der Region aktiven Verein Demokratisches Ostvorpommern – Verein für politische Kultur und mit der Unterstützung der Bundeszentrale für politische Bildung (bpb) den DemokratieLaden als Informations- und Veranstaltungsort für Diskussionen, Ausstellungen, Lesungen, Filmveranstaltungen u. v. m. etablieren.

Im DemokratieLaden werden Publikationen der Landes- und Bundeszentrale für politische Bildung kostenlos für alle interessierten Bürger, aber auch für Schulen und weitere Multiplikatoren bereitgestellt. Darüber hinaus ist ein Verzeichnis aller von Landes- und Bundeszentrale herausgegebenen Publikationen einsehbar.

## Gebäude

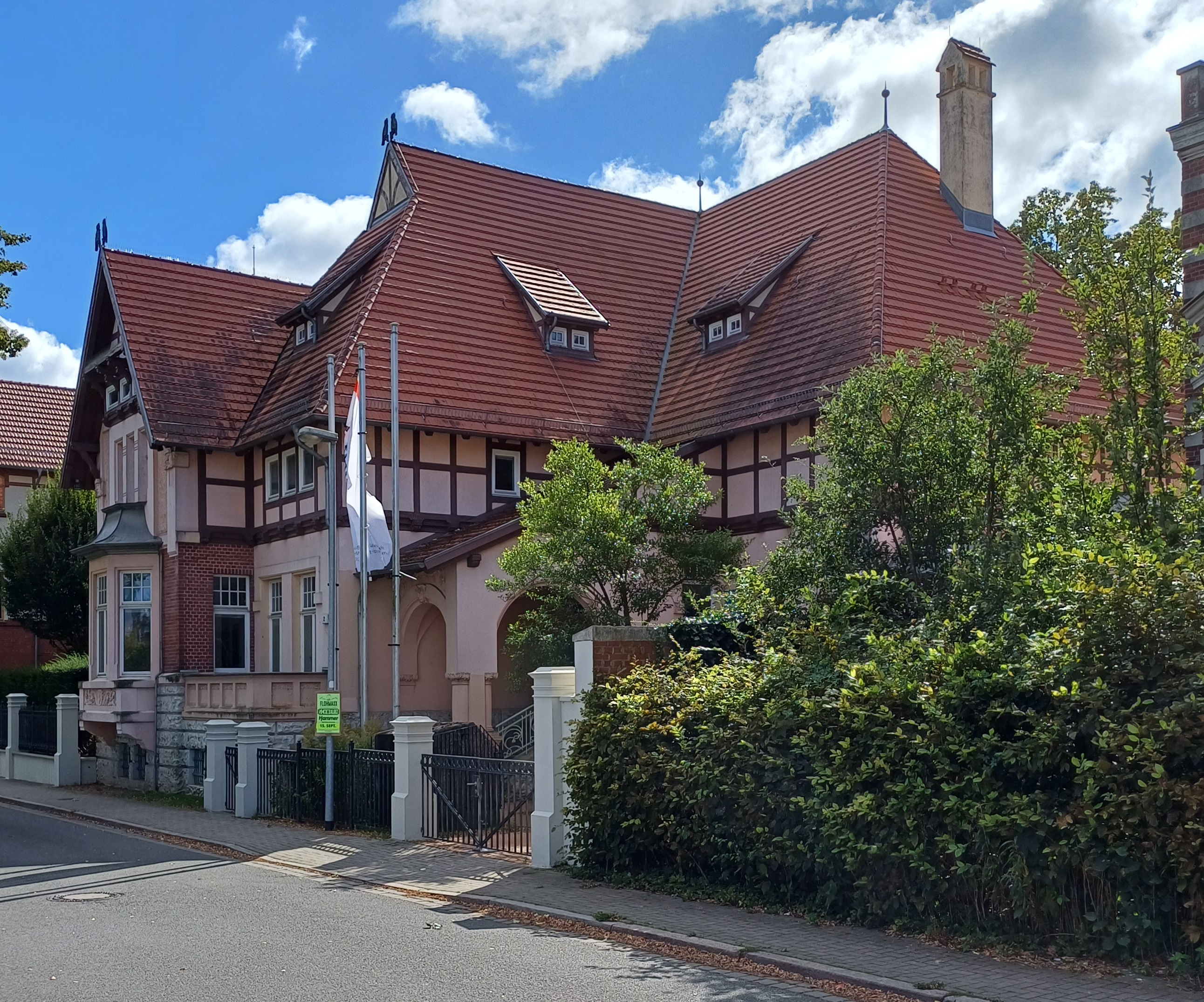
Uhle’sche Villa

1905 bis 1919 Villa des Weinhändlers Johann Uhle und seiner Frau Louise. Von 1919 bis 1945 das Uhle’sches Frauenheim, von 1949 bis 1955 VEB Holzbau Mecklenburg, bis 1990 die Kinderkrippe Schlosspavillon und seit 1995 Sitz der Landeszentrale.